# Unión Progresista de Fiscales
La Unión Progresista de Fiscales es una asociación profesional de fiscales española. Fue fundada el 5 de junio de 1985 con el deseo de «promover la plena realización de los principios, derechos y libertades consagrados en la Constitución». 

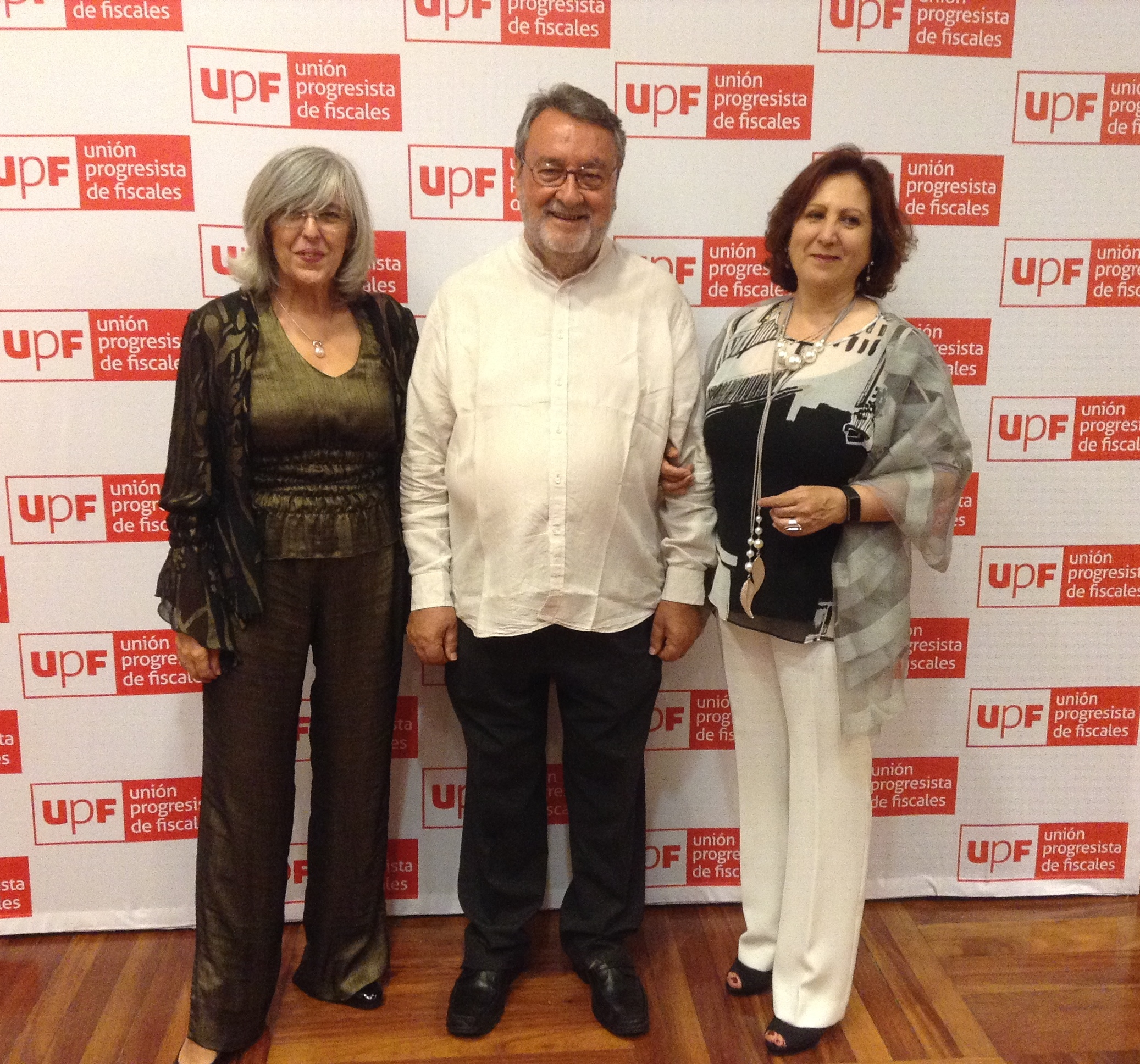
Entrega del Premio Jesús Vicente Chamorro de la UPF. 2017

La Unión Progresista de Fiscales nace el 17 de mayo de 1980, al amparo del artículo 127 de la Constitución de 1978 y el artículo 54 del Estatuto Orgánico del Ministerio Fiscal.
Sus fines generales, además del descrito de promover la plena realización de los derechos constitucionales, se orientan hacia la defensa de los principios de imparcialidad y legalidad en la carrera fiscal, la defensa de los derechos sociales, promover la independencia judicial, el perfeccionamiento del servicio público de la justicia, la protección de los sectores marginados y la defensa de los intereses y los derechos de los fiscales. 
Los órganos estatales de la asociación son dos: El Congreso y el Secretariado Permanente, cuyos representantes son elegidos por las y los asociados cada dos años.
El congreso, que se celebra cada año, expresa la voluntad asociativa y fija las líneas generales de su actividad. 
El Secretariado Permanente es el órgano de gobierno y administración de la asociación y está integrado por siete miembros elegidos en el Congreso cada dos años, así como por los vocales del Consejo Fiscal elegidos a propuesta de esta asociación, que tienen voz pero no voto.
En la actualidad y desde octubre de 2021 la presidenta es Inés Herreros.
La Unión Progresista de Fiscales pertenece junto a otras asociaciones de magistrados y fiscales europeos, entre los que se encuentra la española JpD (Jueces para la Democracia), a la asociación MEDEL (Magistrados Europeos por la Democracia y las Libertades).
La Unión Progresista de Fiscales otorga su premio anual Jesús Vicente Chamorro al reconocimiento a personas o asociaciones por su trabajo en materia de derechos humanos.